# Фиджийская островница
Фиджийская островница (лат. Cornufer vitianus) — вид бесхвостых земноводных семейства Ceratobatrachidae.

## Распространение
Эндемик Фиджи. Сейчас ареал ограничен островами Овалау, Нгау, Тавеуни, Вануа-Леву и небольшим островом Вива, исчезли с островов Вити-Леву, Нануя Леву и Бекия.

## Описание
Это довольно крупные лягушки: самки 49—110 мм, самцы 25—60 мм, вес может доходить до 100 грамм. Крупные особи, как правило, тёмно-коричневого цвета с жёлтыми пятнами по бокам головы (возле барабанных перепонок). Окрас небольших взрослых особей и молоди варьируется: светло-коричневый, красновато-коричневый, зеленовато-коричневый. Обычно на плечах есть отметка в форме буквы «X». Почти всегда присутствует белое пятно на каждом плече, а в случае его отсутствия наблюдается белая полоса вдоль позвоночника, проходящая по всей длине тела. Брюшная поверхность беловатая, иногда с отметинами коричневого цвета. Присоски маленькие, лишь немного крупнее кончиков пальцев. Задние конечности имеют тёмные полосы. Брачные мозоли у самцов отсутствуют.

## Образ жизни
Изначально считались исключительно лесным видом, обитающим в низинных и горных тропических лесах, однако, в настоящее время часто встречаются в различных антропогенных средах обитания, включая вырубленные леса, сельские сады, плантации и даже вблизи пляжей. Живут на высотах до 830 м над уровнем моря. Являются наземным видом, но отдельные особи встречаются на низких ветвях и листьях прибрежной лесной растительности. Изредка попадаются на скалах вдоль ручьев. Активны ночью. В течение дня укрываются под бревнами, кучами кокосовой шелухи, в горных трещинах или лежат неподвижно прижатыми к земле в небольших углублениях под лиственной подстилкой.
Являются хорошими пловцами и способны прыгать на расстояние более метра. В случае угрозы надуваются воздухом и обильно выделяют жидкость из мочевого пузыря. Трель самцов похожа на птичье пение, самки при опасности издают звуки похожие на собачий лай. Питаются насекомыми.

## Размножение
Цикл размножения этих лягушек зависит от внешних условий окружающей среды и внутренних репродуктивных гормональных механизмов. Размножение, вероятно, является круглогодичным.
Гнездование происходит на земле, главным образом под гниющими бревнами и трещинами коры кокосового дерева или внутри бамбука. Амплексус отсутствует. Откладывают 50-60 яиц диаметром 4-7 мм внутри подготовленных гнезд покрытых лиственной подстилкой. Самец может охранять кладку. Эмбриональное развитие длится 29-30 дней. Развитие прямое — фаза головастика отсутствует, из яиц вылупляются маленькие копии своих родителей.